# Пульше (Підляське воєводство)
Пульше (пол. Pulsze) — село в Польщі, у гміні Вишки Більського повіту Підляського воєводства.
Населення — 304 особи (2011).
У 1975-1998 роках село належало до Білостоцького воєводства.

## Демографія
Демографічна структура станом на 31 березня 2011 року:
|          | Загалом | Допрацездатний вік | Працездатний вік | Постпрацездатний вік |
| -------- | ------- | ------------------ | ---------------- | -------------------- |
| Чоловіки | 159     | 35                 | 97               | 27                   |
| Жінки    | 145     | 29                 | 67               | 49                   |
| Разом    | 304     | 64                 | 164              | 76                   |